# 蜻蜓行动
蜻蜓行动（烏克蘭語：Операція «Dragonfly»）是乌俄战争中乌克兰武装部队于2023年10月17日对盘踞在乌克兰南部扎波羅熱州别尔江斯克机场和东部卢汉斯克的卢甘斯克国际机场的俄罗斯占领军进行的打击行动。在这次行动中，乌克兰特种作战部队引导MGM-140 ATACMS导弹进行攻击，摧毁了属于俄国空天军的大量直升机，并破坏了机场跑道，弹药库和俄军防空系统等目标。烏克蘭方面還表示此次攻擊還造成俄方人員傷亡。
别尔江斯克机场被摧毁的俄军装备燃烧产生的热量在FIRMS上清晰可见。据俄国消息，在爆炸现场发现了M74子弹药残片，这种子弹药应是来自乌军所发射的ATACMS Block IA（M39A1）或是ATACMS Block I（M39）导弹。随后寻获的导弹弹体残骸亦证实乌军使用了MGM-140 陸軍戰術導彈。这也是该型导弹首次在乌俄战争中使用。此前，ATACMS导弹的交付因美国方面担心“态势升级”等原因一直延宕。美军退役中将本·霍奇斯曾批评此前的这种拖延“实际上为俄罗斯人创造了庇护”。